# Adele Reuter-Eichberg
Adele Reuter-Eichberg (* 15. Februar 1852 als Marie Jacobine Amalie Eichberg in Darmstadt; † 4. Oktober 1928 in Berlin) war eine deutsche Schauspielerin der Stummfilmzeit.

## Filmografie (Auswahl)
- 1913: Die Suffragette
- 1913: Das Geschenk des Inders
- 1913: Das Teufelsloch
- 1913: Die Jagd nach der Hundertpfundnote oder Die Reise um die Welt
- 1913: Engelein
- 1914: Zapatas Bande
- 1914: Vordertreppe – Hintertreppe
- 1922: Die Gezeichneten
- 1923: Schlagende Wetter
- 1924: Rosenmontag